# Philip Inman
Philip Albert Inman, 1. baron Inman (ur. 12 czerwca 1892, zm. 26 sierpnia 1979) – brytyjski polityk, członek Partii Pracy, minister w pierwszym rządzie Clementa Attleego.
Wykształcenie odebrał w Knaresborough, Headingly College w Leeds oraz na Uniwersytecie w Leeds. Walczył podczas I wojny światowej w latach 1915–1916 i został tam ranny. Po wojnie był „liverymanem” City of London. W 1946 r. otrzymał parowski tytuł 1. barona Inman i zasiadł w Izbie Lordów. W 1947 r. był przez krótki czas Lordem Tajnej Pieczęci, a następnie został prezesem BBC. Zmarł w 1979 r. Tytuł barona wygasł wraz z jego śmiercią.